# Hauerland
 (juillet 2023).
Le Hauerland est une région centrale de Slovaquie habitée par les Allemands des Carpates entre le XIIe et XIVe siècles, minorité allemande aussi établis à Bratislava et dans le Zips (Spiš).
Le centre de cette région est occupé par les villes de Špania Dolina et Banská Štiavnica, où subsiste une influence allemande dans la culture comme l'artisanat, les traditions, la peinture, etc.